# Babna Brda
Babna Brda so naselje v Občini Šmarje pri Jelšah.